# Neotrichura
Neotrichura är ett släkte av fjärilar. Neotrichura ingår i familjen björnspinnare.
Kladogram enligt Catalogue of Life:
| Neotrichura | \| \| Neotrichura dukenfieldia \| \| \| \| \| \| Neotrichura nigripes \| \| \| \| \| \| Neotrichura penates \| \| \| \| |
|             | \| \| Neotrichura dukenfieldia \| \| \| \| \| \| Neotrichura nigripes \| \| \| \| \| \| Neotrichura penates \| \| \| \| |
|             | Neotrichura dukenfieldia                                                                                                |
|             | |
|             | Neotrichura nigripes |
|             | |
|             | Neotrichura penates |
|             | |